# Joshua John Miller
Joshua John Miller (nascut el 26 de desembre de 1974) és un actor, guionista, autor i director estatunidenc.Miller coescriu amb la seva parella M. A. Fortin; tots dos van escriure el guió de la comèdia de terror del 2015 The Final Girls, i la sèrie dramàtica USA Network Queen of the South.

## Vida personal
Miller va néixer a Los Angeles de l'actor i dramaturg guanyador del Premi Pulitzer Jason Miller i de l’actriu i pin-up de Playboy Susan Bernard. El mig germà de Miller és l'actor Jason Patric, i el seu avi matern era el fotògraf Bruno Bernard, també conegut com "Bernard de Hollywood". El seu pare era d'origen irlandès i alemany, i la seva mare és jueva.
Miller és gai i, des del 2013, manté una relació amb el seu també guionista M. A. Fortin.

## Carrera
Miller va començar a aparèixer en pel·lícules i televisió quan tenia vuit anys. El seu primer paper al cinema va ser a Halloween III: Season of the Witch. Va continuar protagonitzant pel·lícules com River's Edge, Near Dark, Class of 1999, i Teen Witch. Miller també va fer aparicions com a convidat a diversos programes de televisió populars, com ara 21 Jump Street, The Wonder Years, The Greatest American Hero, Highway to Heaven (pel qual va rebre un Premi Young Artist el 1985) i Growing Pains. Miller va aparèixer en diverses obres de teatre i es va dedicar a la dansa des de molt aviat. Va protagonitzar la producció de The Nutcracker de la Los Angeles Ballet Company durant tres temporades consecutives a partir dels set anys, i més tard va aparèixer com a ballarí al vídeo de Janet Jackson, guanyadora d'un Premi Grammy Rhythm Nation 1814.
Miller va assistir a la Universitat Yale i a la Universitat d'Antioch, i va estudiar escriptura creativa a la Universitat de Califòrnia a Los Angeles. El 1997, va publicar una novel·la pseudo-autobiogràfica anomenada The Mao Game sobre una estrella infantil de quinze anys que intentava fer front a l'addicció a l'heroïna, records d'abús sexual passat i la imminent mort del seu àvia, a qui li han diagnosticat càncer. El 1999, The Mao Game va ser adaptat a una pel·lícula, escrit i dirigit per Miller, i coproduït per Whoopi Goldberg. La pel·lícula va ser protagonitzada per Miller, Kirstie Alley i Piper Laurie, i va comptar amb la mare de Miller, Susan Bernard, en un breu cameo sense acreditar. Va recórrer el circuit del festival i va obtenir crítiques diverses de la crítica.
El desembre de 2003, va completar el seu MFA en escriptura creativa a la Universitat d'Iowa. Va rebre la beca Capote i també va ser escollit per a la beca Houghton-Mifflin. També ha escrit articles per a Harper's Bazaar, Playboy i Esquire. El 2007, Miller va aparèixer com a Jinky a The Wizard of Gore. Va escriure una segona novel·la, titulada Ash.
Miller va col·laborar amb M. A. Fortin per escriure la producció de DreamWorks TV i Fox Howl. Miller i Fortin van coescriure després el curtmetratge Dawn (2014), que va ser dirigit per l'actriu Rose McGowan i es va estrenar al Festival de Cinema de Sundance. Tots dos també van coescriure el guió i van ser productors executius de la comèdia de terror de 2015 The final girls, dirigida per Todd Strauss-Schulson i protagonitzada per Taissa Farmiga i Malin Åkerman. Miller i Fortin van escriure el pilot de la sèrie dramàtica de la USA Network Queen of the South. Miller també exerceix de productor executiu de la sèrie, que es va començar a emetre el 23 de juny de 2016.

## Filmografia

### Com a actor
| Any       | Títol                                   | Paper           | Notes                                                       |
| --------- | --------------------------------------- | --------------- | ----------------------------------------------------------- |
| 1982      | Halloween III: Season of the Witch      | Willie Challis  | Pel·lícula de debut                                         |
| 1982      | The Greatest American Hero              | Jonathan        | Episodi: "Good Samaritan"                                   |
| 1984      | Family Ties                             | Kenneth         | Episodi: "Go Tigers"                                        |
| 1984      | The Fantastic World of D.C. Collins     | François        | Telefilm                                                    |
| 1985      | Highway to Heaven                       | Jason Winner    | Episodi: "A Song for Jason (Parts 1 & 2)"                   |
| 1986      | Stoogemania                             | Jove Howard     |                                                             |
| 1986      | River's Edge                            | Tim             |                                                             |
| 1987      | 21 Jump Street                          | Brian Sheffield | Episodi: "In the Custody of a Clown"                        |
| 1987      | Near Dark                               | Homer           |                                                             |
| 1987–1988 | Growing Pains                           | Amic #1 Devil   | Episodi: "Not Necessarily The News" Episodi:"Fool for Love" |
| 1988      | Cagney & Lacey                          | Henry Gorvel    | Episodi: "Hello Goodbye"                                    |
| 1989      | Rhythm Nation 1814                      | B.J.            | Curtmetratge                                                |
| 1989      | Teen Witch                              | Richie Miller   |                                                             |
| 1989      | Meet the Hollowheads                    | Joey            |                                                             |
| 1990      | The Wonder Years                        | Larry Beeman    | Episodi: "Rock 'n Roll"                                     |
| 1990      | Class of 1999                           | Angel           |                                                             |
| 1990      | The Ghost Writer                        | Edgar Strack    | Telefilm                                                    |
| 1990      | Death Warrant                           | Douglas Tisdale |                                                             |
| 1991      | And You Thought Your Parents Were Weird | Josh Carson     |                                                             |
| 1999      | The Mao Game                            | Jordan Highland |                                                             |
| 2007      | The Wizard of Gore                      | Jinky           |                                                             |

### Com a guionista
| Any       | Títol              | Notes                    |
| --------- | ------------------ | ------------------------ |
| 1999      | The Mao Game       | També director           |
| 2011      | Howl               |                          |
| 2014      | Dawn               |                          |
| 2015      | The Final Girls    | També productor executiu |
| 2016–2021 | Queen of the South | També productor executiu |
| 2024      | The Exorcism       | També director           |

## Premis i nominacions
| Any  | Premi               | Categoria                                                                    | Obra                                    | Resultat  |
| ---- | ------------------- | ---------------------------------------------------------------------------- | --------------------------------------- | --------- |
| 1986 | Premis Young Artist | Actuació excepcional d'un jove actor en un especial de televisió o minisèrie | Highway to Heaven                       | Guanyador |
| 1988 | Premis Saturn       | Millor actuació d’un jove actor                                              | Near Dark                               | Nominat   |
| 1988 | Premis Young Artist | Millor actor jove en una pel·lícula – Drama                                  | River's Edge                            | Nominat   |
| 1989 | Premis Young Artist | Millor actor jove en una sèrie familiar per cable                            | On the Edge                             | Nominat   |
| 1990 | Premis Young Artist | Millor actor jove convidat protagonista d'una sèrie de televisió             | The Wonder Years                        | Nominat   |
| 1990 | Premis Young Artist | Millor actor jove protagonista d'una pel·lícula                              | Teen Witch                              | Nominat   |
| 1991 | Premis Young Artist | Millor actor jove protagonista d'una pel·lícula                              | Class of 1999                           | Nominat   |
| 1992 | Premis Saturn       | Millor interpretació d'un actor jove                                         | And You Thought Your Parents Were Weird | Nominat   |
| 1993 | Premis Young Artist | Millor actor jove protagonista d'una pel·lícula                              | And You Thought Your Parents Were Weird | Nominat   |
| 2015 | Festival de Sitges  | Premi al millor guió                                                         | The final girls                         | Guanyador |